# Inventari d'espais d'interès geològic de Catalunya

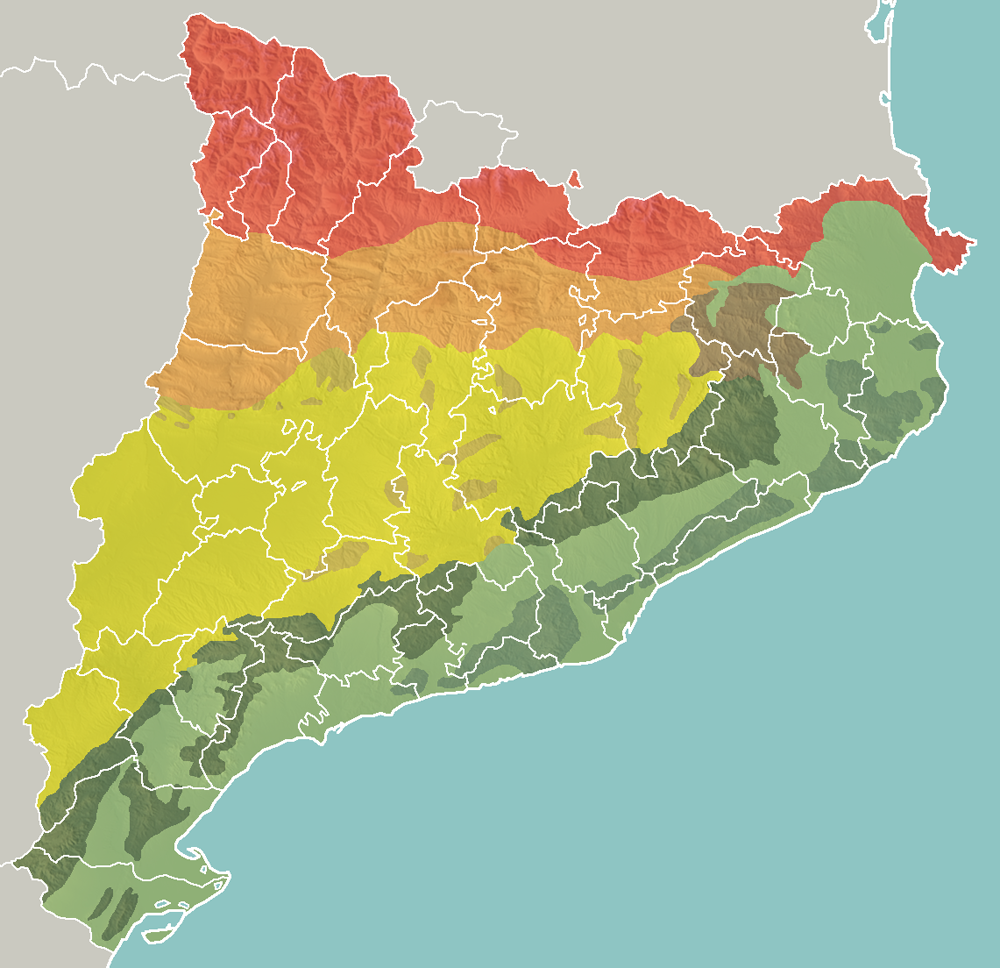
Mapa de les unitats geològiques de Catalunya:
Domini pirinenc
Conca de l'Ebre
Domini Catalànide

Catalunya està constituïda per tres grans dominis o unitats geològiques: la serralada Pirinenca, la depressió Central (formant part de la depressió de l'Ebre) i les serralades Costaneres Catalanes. L'aixecament fa milions d'anys d'aquestes dues serralades principals ha permès l'aflorament actual de roques de diferent edat (des del Paleozoic fins al Quaternari) i naturalesa (roques ígnies, sedimentàries i metamòrfiques), així com estructures directament relacionades amb la formació d'aquestes serralades i també estructures relictes de processos geològics anteriors.
L'Inventari d'espais d'interès geològic de Catalunya (IEIGC) és una selecció d'afloraments i llocs d'interès geològic que, en conjunt, testimonien l'evolució geològica del territori català i que cal preservar com a patrimoni geològic. Aquest projecte va néixer l'any 1999 d'un conveni de col·laboració entre el Departament de Medi Ambient de la Generalitat de Catalunya i la Universitat Autònoma de Barcelona.

## Tipologia dels espais
En la catalogació i protecció del patrimoni geològic, els diferents termes terminològics s'agrupen en funció dels continguts i de les dimensions dels espais a protegir. Així, en la nomenclatura anglesa es distingeix entre Geoparks (grans àrees d'especial significat geològic i que sovint també inclouen valors ecològics, històrics o culturals) i Geosites o Geotopes (zones d'especial interès geològic i de dimensions més reduïdes).
A l'estat espanyol s'han adoptat els termes de geòtop o PIG (punt d'interès geològic) com equivalents a Geotope, i en abordar zones una mica més àmplies s'utilitzen termes tals com geozona o LIG ('lloc d'interès geològic').
L'Inventari d'espais d'interès geològic de Catalunya utilitza, respectivament, els noms geozona i geòtop per tal de distingir entre llocs i punts concrets de dimensions reduïdes. El terme geoparc es reserva per a grans àrees amb abundància de geòtops o de geozones. A títol indicatiu, ja que hi ha excepcions, s'han considerat geòtops aquelles localitats de dimensions inferiors a 100 ha i es considera geozona àrees que engloben diversos geòtops pròxims, o un espai d'interès geològic d'extensió superior a 100 ha.
Quan en una àrea la quantitat de geòtops o geozones sigui destacable en nombre i interès cal considerar la seva inclusió en un domini territorial que respongui a una denominació de grans espais d'interès geològic, parcs geològics o geoparcs. La zona volcànica de la Garrotxa o l'Espai Natural del Cap de Creus en serien exemples; amb tot, l'inventari no ha completat aquest aspectei s'han catalogat, en primera fase, els espais de dimensions relativament reduïdes i s'han incorporat com a geòtops i geozones. Existeix una Xarxa Global de Geoparcs, avalada per la UNESCO, en què amb data de 2018 Catalunya hi té dos representants: el Geoparc de la Catalunya Central i el Geoparc Conca de Tremp-Montsec.

## Criteris per a la inclusió dels espais en l'inventari
La selecció dels espais inclosos en l'Inventari d'Espais d'Interès Geològic de Catalunya s'ha realitzat de manera consensuada entre un equip de geòlegs de diferents disciplines i sobre la base dels criteris següents:
- Representativitat: ser un notable exemple d'estadi evolutiu de la història geològica de Catalunya, constituir un bon registre dels processos i/o esdeveniments geològics que hi han tingut lloc en el que conforma aquest territori.
- Excepcionalitat (singularitat o raresa): constituir un registre de fenòmens geològics superlatius, contenir formacions o elements que proporcionen informació fonamental sobre alguna de les diferents disciplines de la geologia, o d'excepcional bellesa i importància estètica.
- Diversitat: que el conjunt de les localitats escollides sigui representatiu i de la varietat de registres geològics a Catalunya.

En els casos en què ha estat necessari discriminar entre diferents localitats de característiques similars, s'han aplicat criteris addicionals que, per ordre de rellevància, són: fragilitat, accessibilitat, potencialitat d'ús, i la proximitat a altres valors patrimonials (històrics, biòtics, etc.), entre d'altres.

## Llistes
Les llistes estan dividides seguint els grans dominis geològics indicats en l'inventari:
- Llista d'espais d'interès geològic del domini Pirinenc de Catalunya
- Llista d'espais d'interès geològic de la conca de l'Ebre de Catalunya
- Llista d'espais d'interès geològic del domini Catalànide de Catalunya